# Fietssport
Fietssport is een platform van Wielersportbond NTFU, de overkoepelende organisatie van fietsclubs in Nederland en bedoeld voor sportieve fietsers. Het publiceert jaarlijks de evenementenkalender van Nederlandse Wielersportbond (NTFU) met ruim 2.500 toertochten.